# Statue de La Fayette (Le Puy-en-Velay)
La statue de La Fayette, du Puy-en-Velay, est un monument situé dans la commune française du Puy-en-Velay, dans la Haute-Loire, en région Auvergne-Rhône-Alpes.

## Situation
La statue de La Fayette se situe dans le chef-lieu de la Haute-Loire dans le boulevard Saint-Louis.

## Histoire
La statue sculptée par Eugène Hiolle, est édifiée par la municipalité en 1883. Reposant sur un socle en pierre, dû à l'architecte Antoine Martin, elle rappelle, par ses inscriptions, la participation de La Fayette aux faits marquants de la Révolution française et de l'Indépendance américaine. Son déboulonnage, en vue de la fondre, est décidé, sous le régime de Vichy, dans le cadre de la mobilisation des métaux non ferreux.
Descendue de son piédestal, mi-décembre 1943, sur ordre des autorités locales, la statue est déposée sur le plateau d’un camion et emmenée dans une allée du jardin Henri-Vinay. La Résistance va alors intervenir, aidée par le commissaire de police Robert Brie. Dans la nuit du 17 au 18 décembre, une dizaine d’hommes tentent d’emporter la statue de près d'une tonne, mais le camion s'embourbe. Avec l’aide du commissaire, les résistants effectuent une deuxième tentative dans la nuit du 22 au 23 décembre. 70 hommes des MUR (Mouvements unis de la Résistance) vont gagner la ferme de la famille Bernard, à Montagnac, sur la  commune de Solignac-sur-Loire, où la statue, enterrée, demeurera jusqu'à la fin de la guerre. Elle sera replacée sur son piédestal le 2 décembre 1945.
C'est le seul monument commémoratif notable de la reconnaissance de la Haute-Loire à son enfant le plus connu. 
La statue en totalité, y compris son socle (cad. non cadastré, domaine public) est inscrite au titre des monuments historiques par arrêté du 10 octobre 2005.

## Description
Cette œuvre met en avant l'étude anatomique et le réalisme du traitement du costume et présente une valeur symbolique universelle. Brandissant la cocarde tricolore, La Fayette est montré comme porteur d'un message patriotique et humanitaire. Ce type de statue constitue un exemple de la sculpture monumentale française de la seconde moitié du XIXe siècle, dont l'aménagement du square forme une composition classique de cette époque.